# 박상우 (작가)
박상우(1958년 7월 2일~)는 대한민국의 작가이다. 1988년 중편소설 《스러 지지 않는 빛》으로 문예중앙 신인문학상을 받으며 등단했으며, 1999년의 단편 《내 마음의 옥탑방》 으로 제23회 이상문학상을 수상했다.

## 수상
- 1988년: 문예중앙 신인문학상
- 1999년: 이상문학상
- 2009년: 동리문학상
- 2019년: 이병주 국제문학상